# Астеропейя
Астеропейя (лат. Asteropeia) — род растений монотипного семейства Астеропейные (Asteropeiaceae), входящего в порядок Гвоздичноцветные (Caryophyllales).

## Распространение
Все представители семейства являются эндемиками острова Мадагаскар.

## Виды
По информации базы данных The Plant List, род включает 8 видов:
- Asteropeia amblyocarpa Tul.
- Asteropeia densiflora Baker
- Asteropeia labatii G.E.Schatz, Lowry & A.-E.Wolf
- Asteropeia matrambody (Capuron) G.E.Schatz, Lowry & A.-E.Wolf
- Asteropeia mcphersonii G.E.Schatz, Lowry & A.-E.Wolf
- Asteropeia micraster Hallier f.
- Asteropeia multiflora Thouarstypus[1]
- Asteropeia rhopaloides (Baker) Baill.